# Olympische Sommerspiele 1988/Teilnehmer (Lesotho)
| Gelbes Symbol für Goldmedaillen mit stilisierten Olympischen Ringen | Graues Symbol für Silbermedaillen mit stilisierten Olympischen Ringen | Braundes Symbol für Bronzemedaillen mit stilisierten Olympischen Ringen |
| ------------------------------------------------------------------- | --------------------------------------------------------------------- | ----------------------------------------------------------------------- |
| —                                                                   | —                                                                     | —                                                                       |

Lesotho nahm an den Olympischen Sommerspielen 1988 in Seoul, Südkorea, mit einer Delegation von sechs Sportlern (allesamt Männer) an fünf Wettkämpfen in zwei Sportarten teil. Es konnten keine Medaillen errungen werden. Jüngster Athlet war der Boxer Teboho Mathibeli (17 Jahre und 291 Tage), ältester Athlet war der Marathonläufer Mohala Mohloli (26 Jahre und 325 Tage). Es war die vierte Teilnahme des Landes an Olympischen Sommerspielen. Fahnenträgerin war Noheku Nteso.

## Teilnehmer nach Sportarten

### Boxen
- Teboho Mathibeli
  - Fliegengewicht

Runde eins: Freilos
Runde zwei: gegen Mariano González aus Mexiko durch Punktrichterentscheidung (0:5, Punkte der Punktrichter: 55, 56, 55, 57, 56)
Rang 17

- Sello Mojela
  - Mittelgewicht

Runde eins: Freilos
Runde zwei: gegen Simeon Stubblefield aus Liberia durchgesetzt nach Punktrichterentscheidung (5:0, Punkte der Punktrichter: 60, 60, 60, 60, 60)
Rang neun

- Ncholu Monontsi
  - Halbmittelgewicht

Runde eins: Freilos
Runde zwei: ausgeschieden gegen Martin Kitel aus Schweden durch Punktrichterentscheidung (0:5, Punkte der Punktrichter: 56, 54, 55, 54, 55)
Rang 17

### Leichtathletik
- Mothobi Kharitse
  - 100 Meter

Runde eins: ausgeschieden in Lauf sechs (Rang fünf), 10,97 Sekunden

- Mohala Mohloli
  - Marathon

Finale: 2:44:44 Stunden
Rang 82

- Noheku Nteso
  - Marathon

Finale: 2:29:44 Stunden
Rang 61